# تشارلز دو بوس
تشارلز دو بوس (بالفرنسية: Charles Du Bos)‏ هو ناقد أدبي وكاتب فرنسي، ولد في 27 أكتوبر 1882 في باريس في فرنسا، وتوفي في 5 سبتمبر 1939 في لاسيل سان كلو في فرنسا.

## وصلات خارجية
- تشارلز دو بوس على موقع الموسوعة البريطانية (الإنجليزية)